# Dmitri Iwanowitsch Dubjago

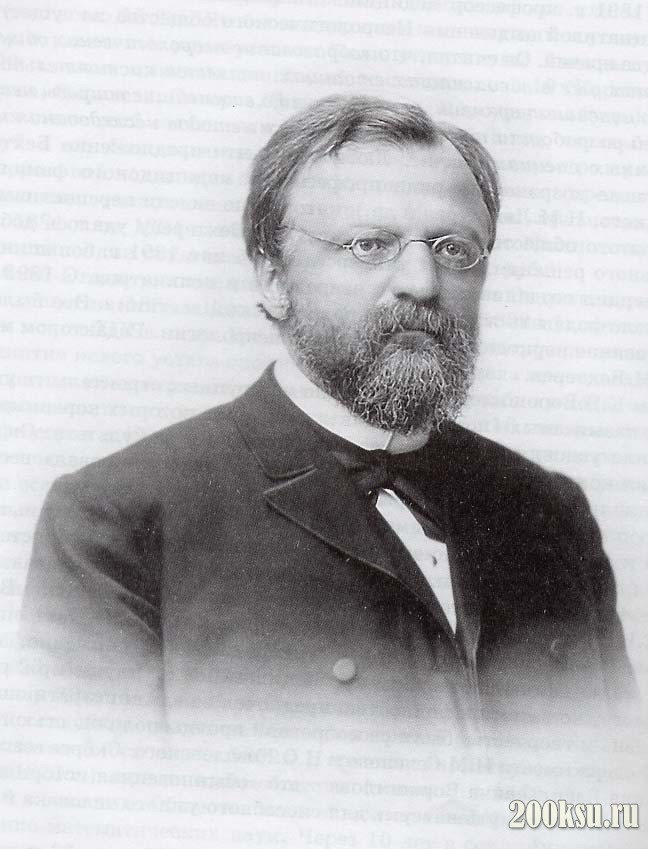
Dmitri Iwanowitsch Dubjago

Dmitri Iwanowitsch Dubjago  (russisch Дмитрий Иванович Дубяго, in englischer Transliteration Dmitry Ivanovich Dubyago; * 21. Septemberjul. / 3. Oktober 1849greg. in Mszislau; † 22. Oktober 1918 in Kasan) war ein russischer Astronom. 

## Leben
Dmitri Iwanowitsch Dubjago wurde am 3. Oktober 1849 als ältester Sohn von Iwan Semjonowitsch Repojto-Dubjago in Mszislau, an der Ostgrenze des heutigen Belarus, geboren. Es folgten drei weitere Söhne und eine Tochter. Er studierte an der physikalisch-mathematischen Fakultät der Sankt Petersburger Universität, wo er 1872 seinen Abschluss bestand. Ab 1873 arbeitete er bei Otto Wilhelm von Struve an der Pulkowo-Sternwarte, zunächst als außeretatmäßiger Astronom, ab 1874 als Rechner. 1878 erlangte er mit einer Arbeit über die Untersuchung der Tritonbahn den Magisterabschluss und wurde beigeordneter Astronom an der Pulkowo-Sternwarte. 1881 erhielt er mit der Dissertation Теория движения планеты Дианы (Theorie der Bewegung des Planeten Diana) den Doktortitel  und lehrte ab 1883 als Privatdozent an der Sankt Petersburger Universität.
Im Jahre 1884 übernahm Dubjago die nach dem Tode von Marian Albertowitsch Kowalski freigewordene Direktorenstelle des Observatoriums der Kasaner Universität und lehrte an der dortigen Universität, mit der er bis zu seinem Tode verbunden blieb. Er vervollständigte einen von seinen Vorgängern begonnenen Katalog von 4281 Sternen, begann Beobachtungen von Sternbedeckungen durch den Mond, bestimmte die Lage des Mondkraters Mösting A und untersuchte die Bewegung und Libration des Mondes. Ferner organisierte er wissenschaftliche Expeditionen zu den in Russland sichtbaren Sonnenfinsternissen der Jahre 1887, 1896, 1912 und 1914. Ab 1893 gab er die bis 1943 erschienene Zeitschrift Труды Астрономической обсерватории Казанского университета (Arbeiten des astronomischen Observatoriums der Kasaner Universität) heraus. Von 1899 bis 1905 war er Rektor der Universität.

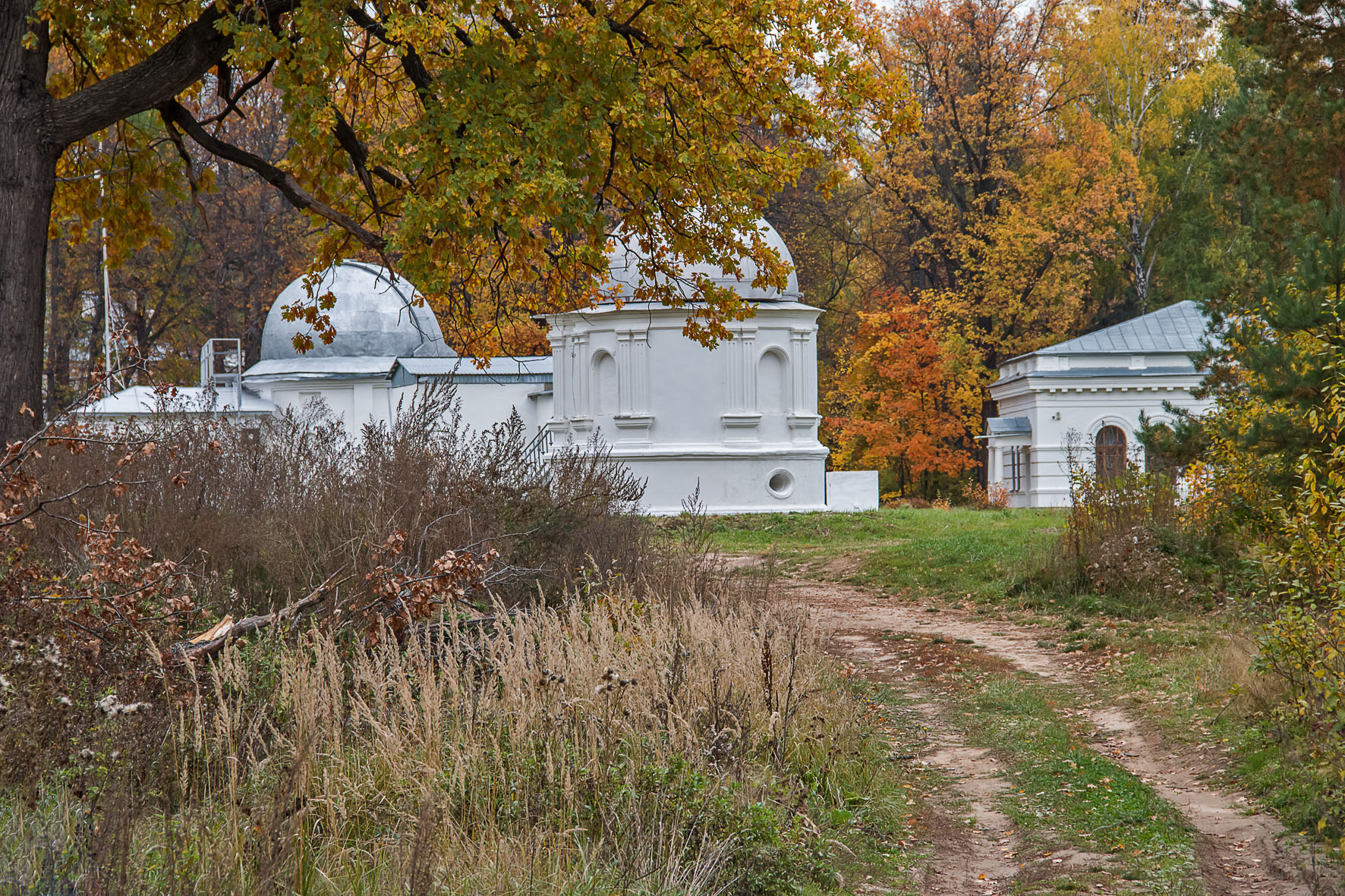
Das von Dubjago gegründete Engelhardt-Observatorium

Der freundschaftlich mit Dubjago verbundene Astronom Basil von Engelhardt betrieb in Dresden ein privates Observatorium und vermachte, nachdem er seine Beobachtungstätigkeit aus gesundheitlichen Gründen einstellen musste, seine Instrumente der Kasaner Universität. Diese fanden Verwendung im 1901 feierlich eröffneten Neubau eines zirka 20 km westlich von Kasan gelegenen Observatoriums, dessen Gründung in den Händen Dubjagos lag. Dubjago war bis zu seinem Tode der erste Direktor dieser Sternwarte, die den Namen Engelhardt-Observatorium erhielt. Die besseren Beobachtungsbedingungen der neuen Sternwarte hat er in der Vierteljahrsschrift der Astronomischen Gesellschaft beschrieben.
Dubjago war verheiratet und hatte drei Söhne und eine Tochter, darunter Alexander Dmitrijewitsch Dubjago (1903–1959), der ebenfalls Astronom in Kasan wurde. Auch seine Enkelin Inga Alexandrowna Dubjago (* 1937) ist Astronomin. Dubjago verstarb am 22. Oktober 1918 im Alter von 69 Jahren an der spanischen Grippe und wurde neben seinem Freund Engelhardt auf dem Südgelände der Engelhardt-Sternwarte beigesetzt.

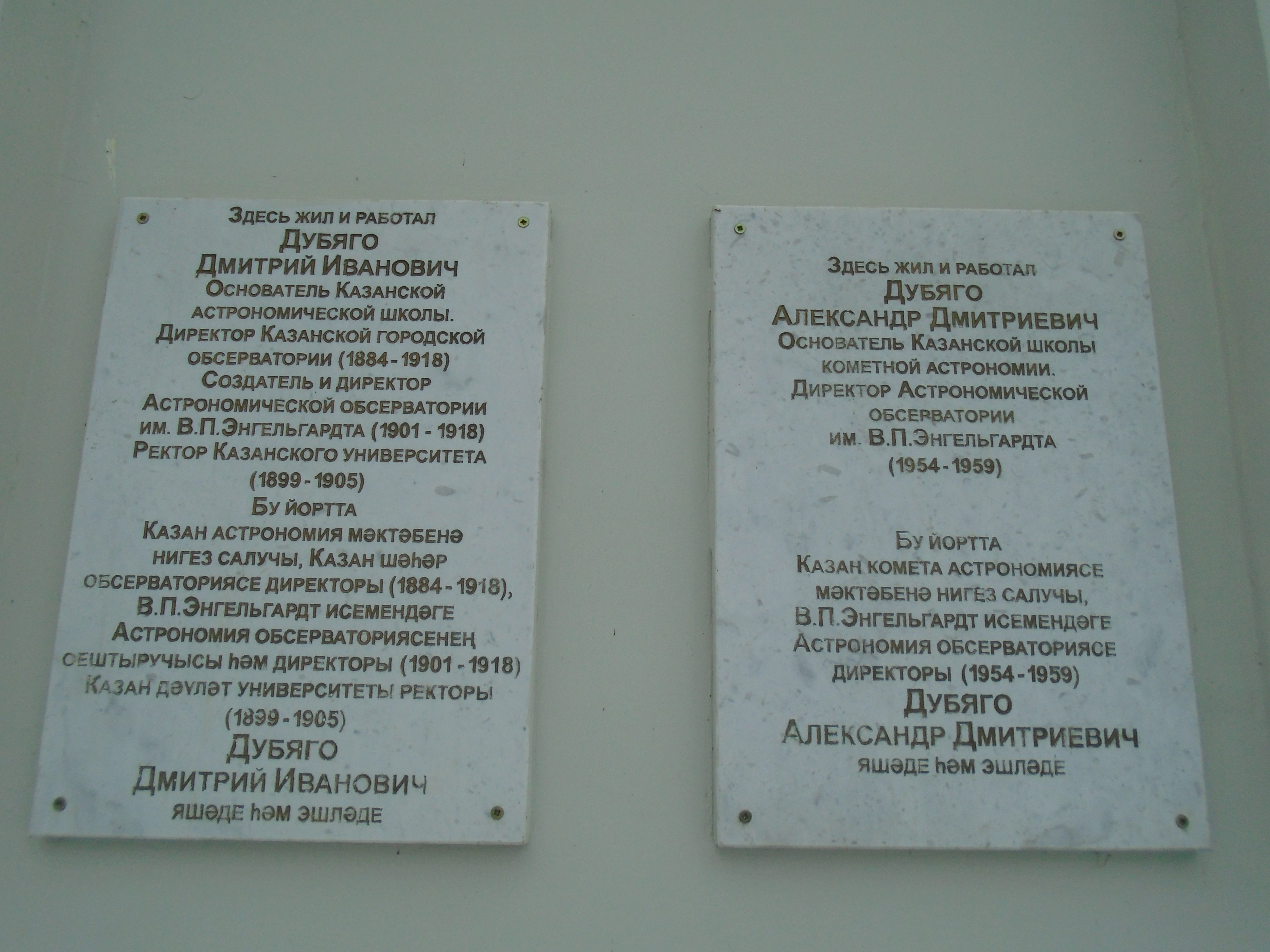
Gedenkplaketten an der Kasaner Universität

## Ehrungen
- Am Gebäude der Kasaner Universität in der Kremliowkaja Straße 18 sind Gedenkplaketten für Dmitri Iwanowitsch Dubjago (im Bild links) und seinen Sohn Alexander Dmitrijewitsch Dubjago (im Bild rechts) angebracht. Der obere russische Text der linken Tafel besagt: Hier lebte und arbeitete Dmitri Iwanowitsch Dubjago, Begründer der Kasaner Astronomie. Direktor des Kasaner Stadt-Observatoriums (1884–1918), Begründer und Direktor des Engelhardt-Observatoriums (1901–1918), Rektor der Kasaner Universität (1899–1905). Darunter eine Wiedergabe des Textes auf tartarisch.
- Dubjago ist Ritter des Sankt-Stanislaus-Ordens des russischen Reiches aller Stufen.[4]
- Er ist Träger des Ordens des Heiligen Wladimir und Träger des Annenordens.[4]
- 1906 erhielt Dubjago den Titel eines Geheimrats.[3]
- Im Jahre 1964 benannte die Internationale Astronomische Union den Mondkrater Dubyago offiziell nach Dmitri Iwanowitsch Dubjago und nach seinem Sohn Alexander Dmitrijewitsch Dubjago.[9]